# 비르스강
비르스강(독일어: Birs, 프랑스어: Birse)는 스위스에 있는 길이 73 km의 강으로 쥐라산맥 지역을 통과하여 바젤과 비르스펠덴 사이의 라인강 지류로 끝난다. 이 강은 스위스 쥐라의 가장 중요한 강이다.

## 경로
비르스강은 쥐라 베르누아의 타반에서 약간 남서쪽으로 해발 762 m에 있는 피에르 페르투이스 고개(Col de Pierre Pertuis) 근처의 샘에서 발원한다. 이 물은 제대로 된 강으로 시작한다. 많은 양의 물은 확장된 지하 하천 시스템의 산물이다.
비르강은 더 넓은 계곡(Vallée de Tavannes)과 좁은 협곡을 통과한다. 쥐라주의 주도인 들레몽 근처에서 소른강과 소일테강과 합류한다. 소이에르(Soyhières)와 리스베르크 사이에서 스위스의 프랑스어 사용 지역을 떠나 바젤란트주에 들어가 왼쪽에서 뤼첼강을 받아들인다. 라우펜에서 그것은 전력의 원천이자, 도시 이름의 원천이었던 폭포를 형성한다.
안겐슈타인 협곡에서 강은 에쉬의 저지대인 비르섹으로 흐른다. 에쉬와 도어나흐 사이에 있는 비르스강은 민물 게가 풍부하며, 그 토종 게는 현재 미국 붉은 게의 위협을 받고 있다. 이전에는 비르스강이 오염되고 댐이 형성되었지만, 대부분 원래 상태로 복원되었다.
라이나허하이데는 83종의 새가 서식하는 야생 동물 보호 구역이다.
비르스강 어귀는 18세기까지 거의 정착되지 못했다. 오늘날 뮌헨시가 그 자리에 있다. 비르스강의 낮은 스트레치는 아래쪽은 바젤슈타트와 바젤란트의 경계를 이룬다. 2004년에 콘크리트 운하에서 자연 하천으로 복원되었다. 강가에는 비버가 목격되기도 했다. 비르스강은 또한 바젤과 비르스펠덴의 도시 사이의 경계를 형성한다. 73 km를 지나 비르스코프(Birskopf)에서 라인강으로 흘러 나간다.

## 갤러리

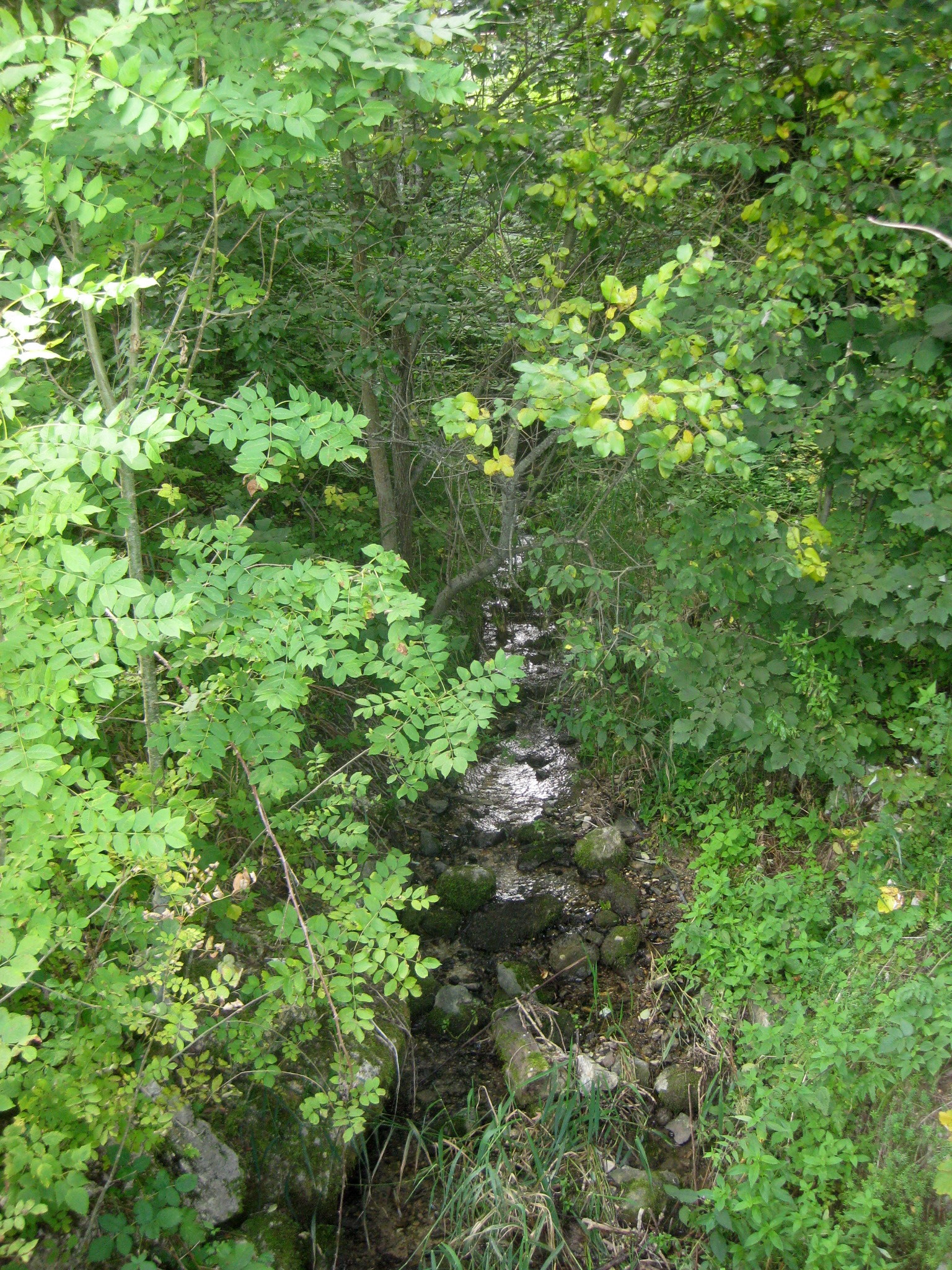
비르스강은 타반 남쪽에서 솟아난다.
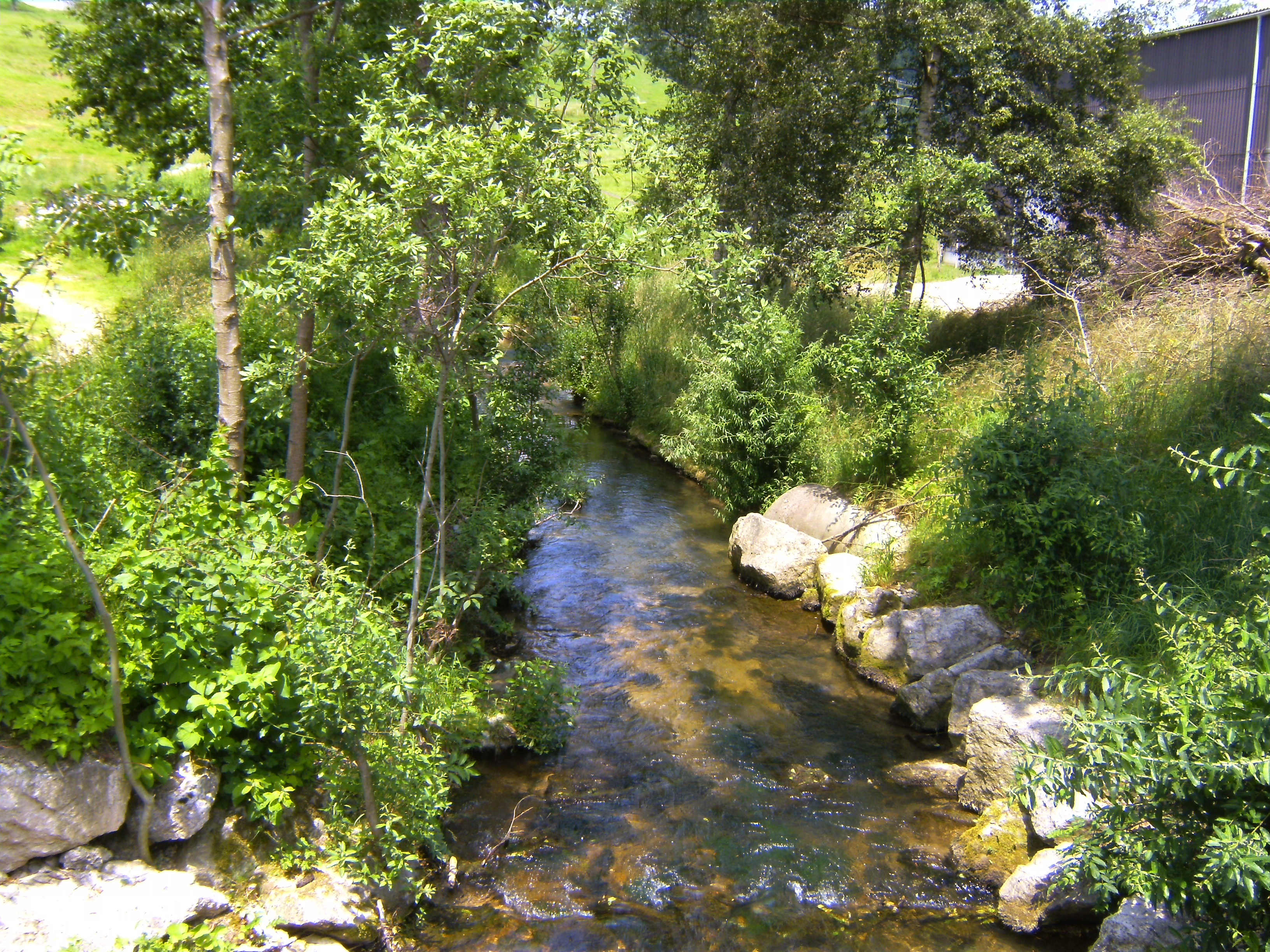
타반 옆의 비르스강의 상류
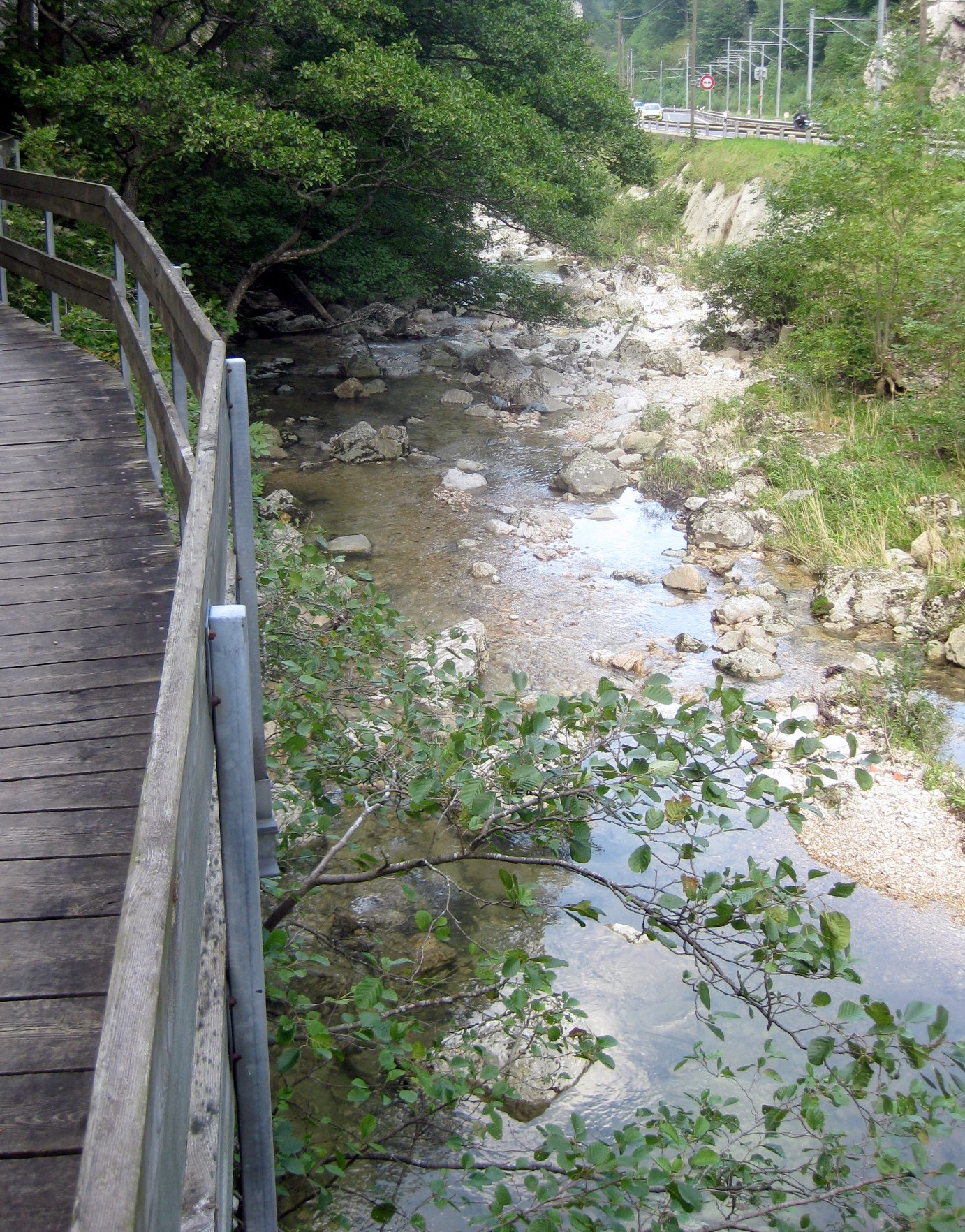
쿠의 남쪽 비르스강(쿠 협곡)
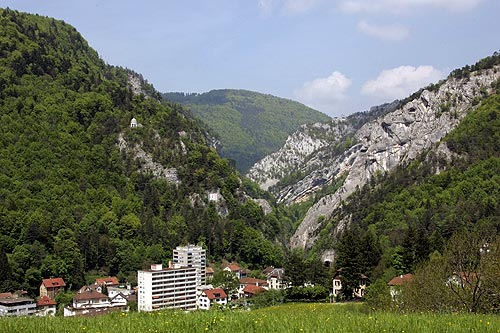
무티 협곡
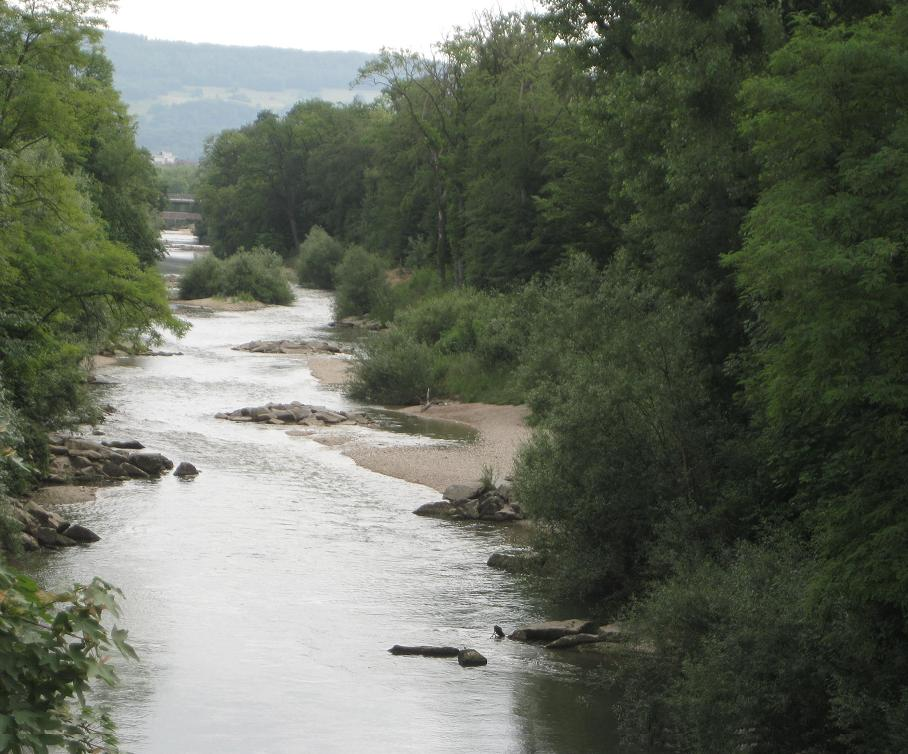
뮌헨슈타인의 복원된 비르스강
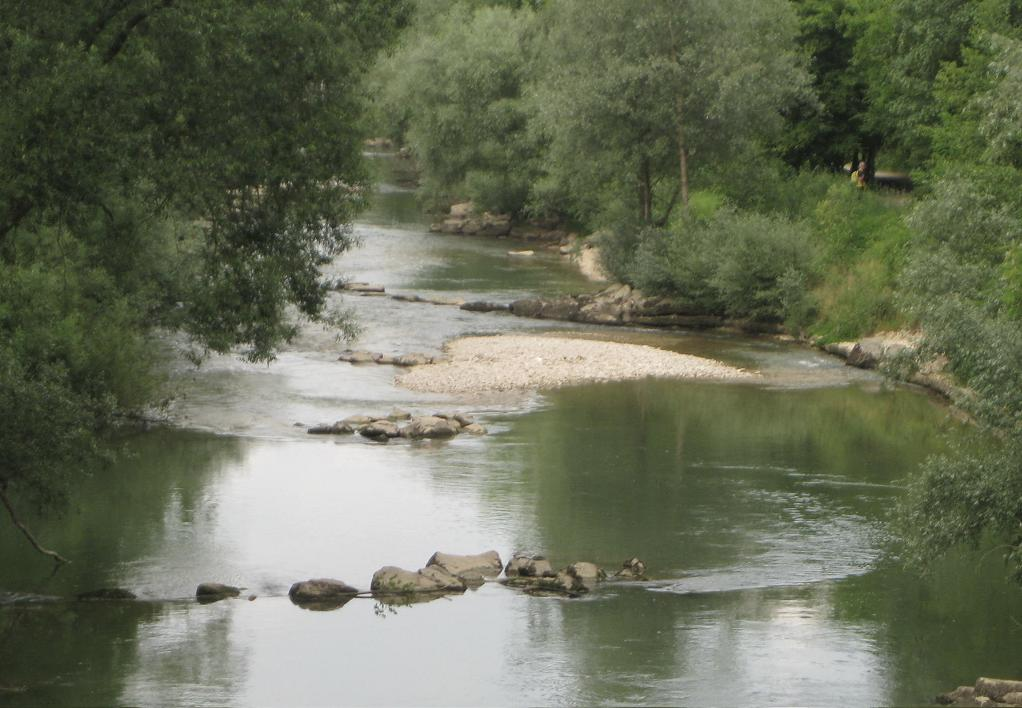
The Birs by the Elektra Birseck Münchenstein
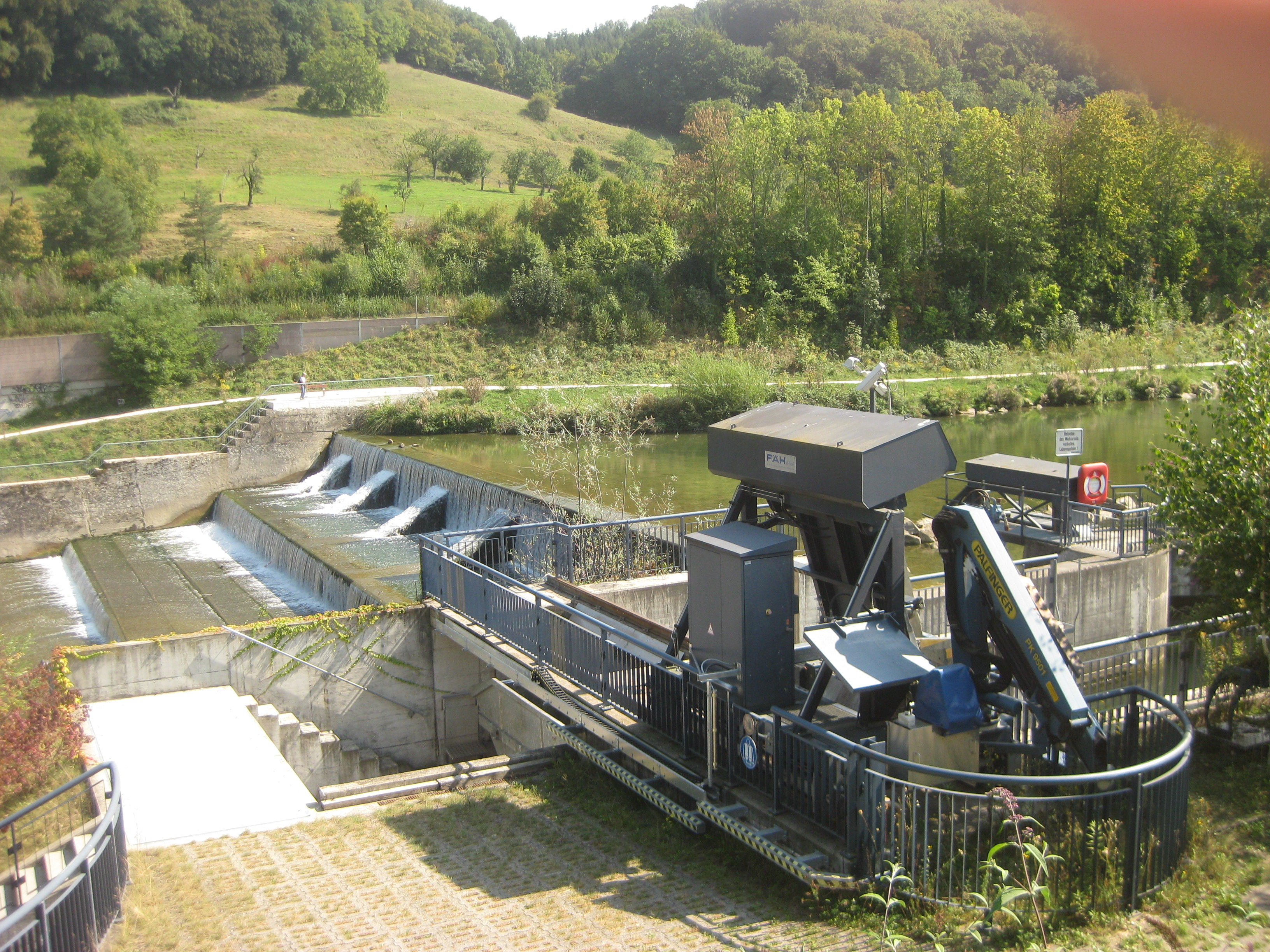
노이펠트의 비르스 폭포
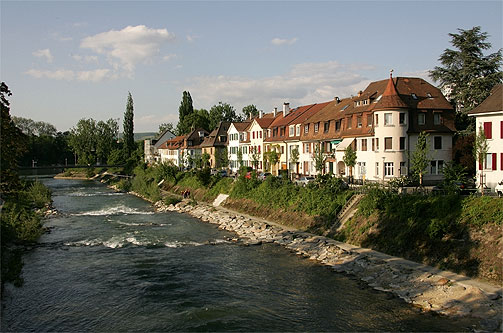
비르스펠덴 측면의 비르스강
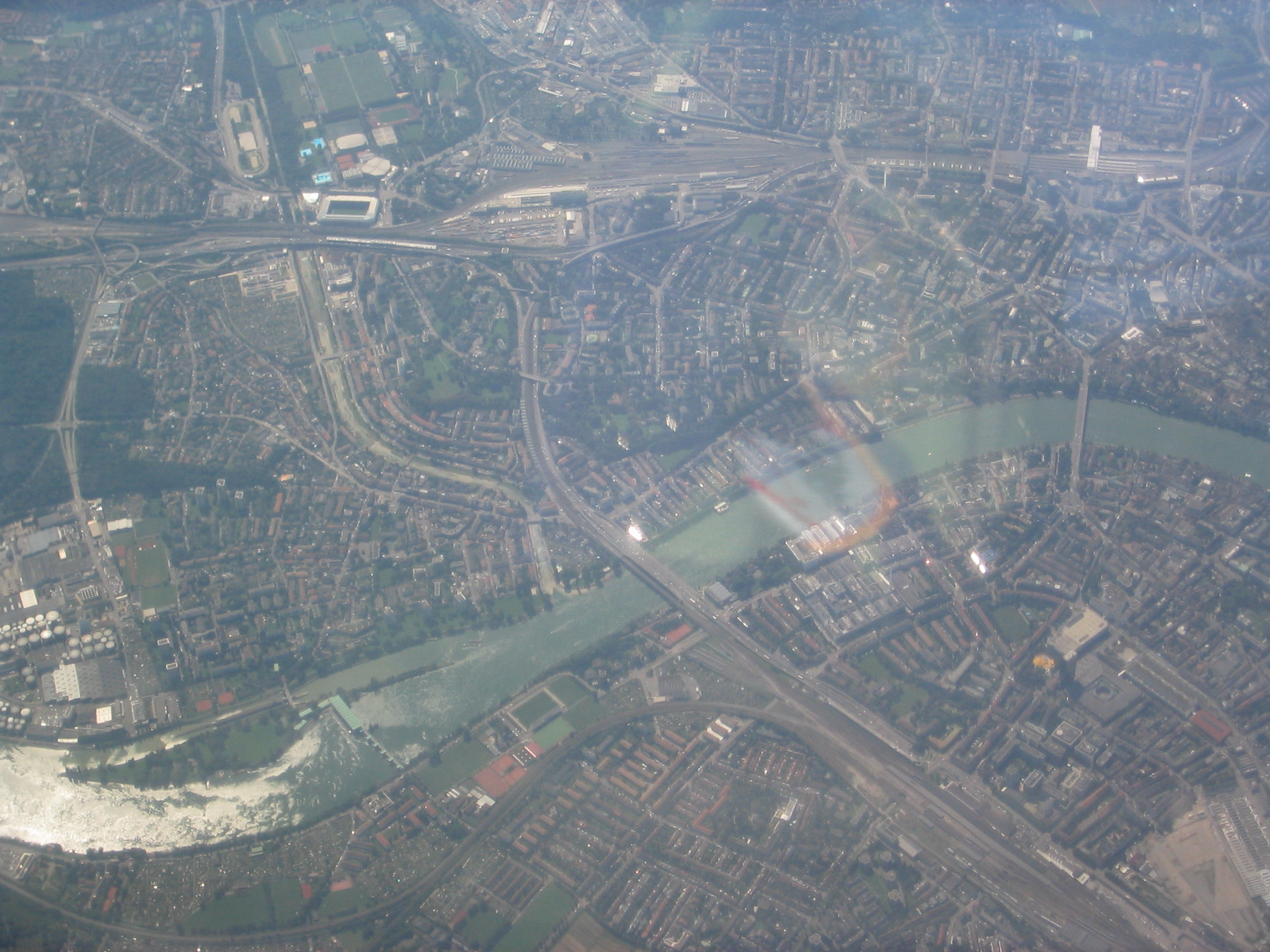
비르스강이 라인강에 합류하는 지정의 공중 뷰